# أسا سميث
أسا سميث هو خزاف وسياسي أمريكي، ولد في 23 أكتوبر 1829 في نوروولك في الولايات المتحدة، وتوفي في 29 سبتمبر 1907 في نيو هيفن في الولايات المتحدة. انتخب عضو مجلس ولاية كونيتيكت ‏ وانتخب عضو مجلس نواب كونيتيكت ‏.